# Ponte do Porto
A Ponte do Porto, também referida como Ponte de Prozelo, localiza-se sobre o rio Cávado nas freguesias de Pousada e de Ferreiros, Prozelo e Besteiros, entre os municípios de Amares e Braga, distrito do mesmo nome, em Portugal.
Constitui-se em uma ponte medieval. O seu nome, "porto" é uma palavra do arcaico Galaico-português com o significado de "ponto de passagem".
Encontra-se classificada como Monumento Nacional desde 1910.

## História
As primeiras travessias de que se tem registo nesta zona do rio, foram a da Via Nova, mais conhecida por Geira, feitas por barcas num porto local. Acredita-se que posteriormente aqui foi construída uma ponte.
A ponte atual foi construída na Idade Média. Até à data da construção da ponte de Prado, foi a única ponte existente no baixo Cávado a atravessar o rio.

## Características
A ponte, em aparelho de granito, é constituída por onze arcos desiguais e um tabuleiro, estreito e irregular, com 2,8 metros de largura, entre muros de vedação, e 150 metros de comprimento. Possui fortes talhamares a montante e tímpanos vazados nos elementos centrais.
A secção horizontal do tabuleiro é constituída por quatro arcos quebrados, a parte alta dos três pegões que os separam possui olhais. Os arcos restantes, em número de dez, caracterizam-se por dimensões e forma desiguais. A Ponte apresenta regularmente contrafortes com talha-mares triangulares e talhantes retangulares. O tabuleiro é protegido por parapeito de granito de baixa dimensão, ao meio surge uma placa de ferro encastrada no granito onde se lê “Rio Cávado”.

## Lenda
De acordo com a lenda local, esta ponte foi construída para poder conquistar as terras da outra margem do rio, pelos homens numa única noite, com pedras trazidas pelas mulheres que vinham de Terras de Bouro, a cerca de 30 quilómetros da zona.